# Love Mi
Love Mi è stato un evento di beneficenza musicale italiano organizzato dal rapper Fedez. L'evento è stato trasmesso in diretta su Italia 1, in streaming su Mediaset Infinity e in radio su Radio 105 da Piazza del Duomo di Milano.

## Edizioni
| Edizione | Anno | Presentatori       | Presentatori      | Presentatori     | Messa in onda  | Artisti partecipanti | Location                 |
| -------- | ---- | ------------------ | ----------------- | ---------------- | -------------- | -------------------- | ------------------------ |
| 1ª       | 2022 | Elenoire Casalegno | Aurora Ramazzotti | Gabriele Vagnato | 28 giugno 2022 | [ N 1 ]              | Piazza del Duomo, Milano |
| 2ª       | 2023 | Mariasole Pollio   | Max Angioni       | Gabriele Vagnato | 27 giugno 2023 | [ N 2 ]              | Piazza del Duomo, Milano |

### Prima edizione (2022)
La prima edizione è andata in onda il 28 giugno 2022 con la conduzione di Elenoire Casalegno, Aurora Ramazzotti e Gabriele Vagnato.

#### Artisti (in ordine di uscita)
- Caneda – Il ragazzo d’oro
- MyDrama – Soli e Mantra
- Frada – Mosca e Sotto casa tua
- Cara – Le feste di Pablo, Preferisco te (con Chadia Rodríguez), Come mai
- Paulo – Voglia, Cielo Drive e J
- Beba – Regole e Demodè
- Rosa Chemical – Britney, Polka 2, Polka 3, Londra, Polka
- Rose Villain – Gangsta Love, Piango sulla Lambo, Michelle Pfeiffer, Elvis e Chico
- Miles e Anna con DJ set
- Mara Sattei – Milano, Parentesi, Ciò che non dici e Altalene
- Nitro – Rotten, Pleasantville, Mama e Trankilo (con Vegas Jones)
- Vegas Jones, Room9 e Nika Paris – Amnésie
- Ariete – Tutto (con te), L'ultima notte, Castelli di lenzuola
- Rhove – Cancelo, Laprovince #1, Shakerando, Compliqué (con Ghali)
- Paky – Blauer, Vita sbagliata e Rozzi
- Shiva – Non è Easy, Aston Martin, Soldi puliti, Niente da perdere, Pensando a lei, Bossoli, Tuta Black (con Paky), La zone (con Rhove)
- Dargen D'Amico – Ubriaco di te, Amo Milano, Maleducata (con Rkomi), Io quello che credo, Dove si balla
- Myss Keta – Finimondo, Scandalosa, Pazzeska, Piena
- Lazza – Molotov, Morto mai, Panico, Catrame, Piove, Uscito di galera
- Ghali – Fortuna, Boogieman, Wallah, Come Milano, Pare, Ninna nanna, Dende, Good Times
- Tananai – Esagerata, Sesso occasionale, Pasta, Giugno, Baby Goddamn
- Fedez, Tananai e Mara Sattei – La dolce vita
- Fedez e J-Ax – Vorrei ma non posto, Spirale ovale, Domani smetto, Italiana, Salsa (con Jake La Furia), Sapore (con Tedua), Assenzio (con Levante e Stash), Ostia Lido, Mille (con Orietta Berti e Achille Lauro), Bella storia, Musica del cazzo, Bimbi per strada (Children), Maria Salvador (con Il Cile), Senza pagare

#### Ascolti
| Messa in onda  | Ascolti        | Ascolti |
| Messa in onda  | Telespettatori | Share   |
| -------------- | -------------- | ------- |
| 28 giugno 2022 | 1 440 000      | 10,00%  |

### Seconda edizione (2023)
La seconda edizione è andata in onda il 27 giugno 2023 con la conduzione di Max Angioni, Mariasole Pollio e Gabriele Vagnato.

#### Artisti (in ordine di uscita)
- Caneda – Il ragazzo d'oro (Remix inedito), Gigante
- Seryo – Camera d'albergo
- Luigi Strangis – Adamo ed Eva, Tulipani blu (con Matteo Romano)
- La Sad – Toxic, Sto nella sad
- Il Pagante – Poveri mai, Portofino, Settimana bianca
- Speranza – Welcome to favelas, Iris
- Damante – DJ set
- Fred De Palma – Extasi, Una volta ancora (con Ana Mena)
- Ana Mena – Acquamarina
- Clara – Medley di Origami all'alba e Cicatrice
- VillaBanks – Rompo, Caribe e Tête
- Artie 5ive – Nike (con Tony Boy e Digital Astro), Metropolitana (con Nerissima Serpe)
- Bresh – Angelina Jolie, Altamente mia, Guasto d'amore
- Miles – DJ set
- Mara Sattei – Tasche, cover di L'amour toujours, Duemilaminuti
- Matteo Paolillo – Vipera e 'O mar for
- Francesca Michielin – Io non abito al mare, Vulcano, Fulmini addosso, Disco dance (con Gianmaria)
- Anna – Advice, Gasolina, Vetri neri (con Capo Plaza)
- Tony Effe – Boss, Effe, Michelle Pfeiffer (con Rose Villain), Taxi sulla Luna (con Emma)
- Angelina Mango – Ci pensiamo domani, Voglia di vivere
- Achille Lauro – Cadillac 1920, Thoiry Remix (con Quentin40), Fragole (con Rose Villain), 16 marzo
- Tananai – Baby Goddamn, Sesso Occasionale, Abissale, Tango
- Articolo 31 (con Space One) – L'italiano medio, Spirale ovale, Domani smetto, Gente che spera, Ohi Maria, Maria Salvador
- Rondodasosa – Medley di Face to Face RMX, Movie, Slime, Lei, Eurovision, Body, Shawty, Sturdy, New York
- Capo Plaza – Giovane fuoriclasse, Slatt (con Rondodasosa), Capri Sun
- Annalisa – Nuda, Mon Amour, Bellissima
- Tedua – Malamente, Red Light, Hoe, Vertigini
- Lazza (con Drillionaire in console) – Ferrari RMX, Panico, Uscito di galera, Molotov, Piove, Cenere
- Fedez – Disco Paradise (con Annalisa e Articolo 31), Bimbi per strada (Children), Sapore (con Tedua), Mille (con Orietta Berti e Achille Lauro), La dolce vita (con Tananai e Mara Sattei), Magnifico (con Francesca Michielin), Problemi con tutti (Giuda)
- Fedez e J-Ax – Vorrei ma non posto, Italiana, Senza pagare

#### Ascolti
| Messa in onda  | Ascolti        | Ascolti | Ascolti |
| Messa in onda  | Telespettatori | Share   | Fonte   |
| -------------- | -------------- | ------- | ------- |
| 27 giugno 2023 | 1 306 000      | 9,40%   | [ 2 ]   |